# 南アラビア諸語
南アラビア諸語（みなみアラビアしょご）は、アラビア半島南部のイエメン（ソコトラ島を含む）とオマーンを中心に少数の人々が話している一群の言語。
セム諸語のうちで系統的にアラビア語に特に近いわけではなく、南方セム諸語を二分した場合の東方語群に当たる。
系統の異なる古代南アラビア語と区別するために、現代南アラビア語（Modern South Arabian、MSA）とも呼ばれる。
側面摩擦音などセム祖語の特徴を残していることや、言語年代学的考察などから、他の全てのセム語に対立する系統と見る説もある（A. Militarev）。

## 言語
- マフラ語：イエメンに70,000人以上、オマーンに50,000人以上、またクウェートに移住した約15,000人の話者がいる。メフラ語とも呼ばれる。マフラ人によって話される。
- ソコトラ語：ソコトラ島で話されており、イエメン本土ほどアラビア語の圧力を受けてはいない。話者はイエメンで57,000人（1990年）、移住者も含めて64,000人と見積もられる。
- シャフラ語（ジッバーリ語）：話者数25,000人と見積もられる。オマーンのドファール地方とイエメンの国境地帯における1960-70年代の反乱を起こした人々の言語として知られる。
- ハラシース語：オマーン、話者数1,000から2,000人と見積もられる。
- バトハリ語：話者数200人と見積もられる。
- ホビョト語：オマーン、話者数100人と見積もられる。

## 注
1. ↑  Hammarström, Harald; Forkel, Robert; Haspelmath, Martin et al., eds (2016). “Modern South Arabian”. Glottolog 2.7. Jena: Max Planck Institute for the Science of Human History
2. ↑  http://www.krugosvet.ru/enc/gumanitarnye_nauki/lingvistika/SEMITSKIE_YAZIKI.html
3. ↑  Once more about glottochronology and the comparative method: the Omotic-Afrasian case Alexander Militarev Moscow, Russian State University for the Humanities.